# Oratori de Sant Grau
L'Oratori de Sant Grau és una obra de la Vall d'en Bas (Garrotxa) protegida com a bé cultural d'interès local.

## Descripció
És un oratori urbà. Situat davant de la casa núm 14 del carrer de Vic. Com la majoria d'oratoris l'any 1936 la imatge fou retirada. Es restaurà l'any 1975 gràcies al veïns de can Grau i can Bianya. A partir d'aquí la imatge quedà tancada amb vidre. Sant Grau és el protector del bestiar boví i, a pagès és una diada festiva.